# Protanyderus stackelbergi
Protanyderus stackelbergi är en tvåvingeart som beskrevs av Evgenyi Nikolayevich Savchenko 1971. Protanyderus stackelbergi ingår i släktet Protanyderus och familjen Tanyderidae. Inga underarter finns listade i Catalogue of Life.